# Sinagoga Salat Alzama
La Sinagoga Salat Alzama (hebreu: בית הכנסת צלאת אלעזמה‎) és una sinagoga a la ciutat de Marràqueix, al Marroc. Inicialment construïda el 1492, l'any de l'expulsió dels jueus d'Espanya, l'edifici actual data de finals del segle xix, i és al mellah (barri jueu) de la medina (nucli antic), formant part d'una sèrie de construccions que envolten un gran pati central ben cuidat. Els jueus de Marràqueix la consideren la sinagoga més antiga de la ciutat. Actualment està ocupada per una família musulmana, la qual és al seu torn l'encarregada de vetllar per ella. El costat oriental va ser renovat després de la dècada de 1950, havent estat afegida una zona per a les dones (ezrat nashim). L'Arca original de fusta va ser reemplaçada per una de marbre, que es trobava al costat de la paret oriental. Al pis superior hi ha una Ieixivà (escola talmúdica) i un centre comunitari.